# Llet de pantera
La llet de pantera fou un còctel molt popular a Espanya durant la dècada de 1970. Consta de forma genèrica en una barreja de llet i ginebra. Pot ser elaborat amb llet condensada i ginebra. Altres variants contenen llet, ginebra (dues parts de llet condensada per una de ginebra), clara d'ou i canyella. Va ser popular com a beguda de la Legió Espanyola que se servia als bars i fondes on assistien. Una característica que es repeteix en totes les seves variants és que se serveix freda i de vegades amb gel picat.